# Saint-Pierre-de-Chignac
 Saint-Pierre-de-Chignac  (en occitano Sent Peir de Chinhac) es una población y comuna francesa, situada en la región de Aquitania, departamento de Dordoña, en el distrito de Périgueux y cantón de Saint-Pierre-de-Chignac.

## Demografía
| 664 | 675 | 654 | 718 | 771 | 777 |
| Para los censos de 1962 a 1999 la población legal corresponde a la población sin duplicidades (Fuente: INSEE [Consultar]) |     |     |     |     |     |